# Cớm đại học
Cớm đại học là một bộ phim điện ảnh hài - hành động của Mỹ công chiếu lần đầu vào 4 tháng 6 năm 2014, với sự tham gia diễn xuất của Jonah Hill và Channing Tatum. Bộ phim là phần tiếp nối của Cớm học đường đã công chiếu năm 2012.

## Cốt truyện
Sau khi trụ sở dự án phố Jump tại số 21 vốn là một nhà thờ của người Hàn Quốc bị mua lại, dự án phố Jump chuyển sang số 22 đối diện, một nhà thờ của người Việt Nam có diện tích rộng hơn. Schmidt và Jenko sau khi trở lại đơn vị cũ tiếp tục hoạt động với nhau nhưng kết quả làm việc không hiệu quả, hai người bị điều trở lại dự án phố Jump.
Lần này, cả hai nằm vùng tại một trường đại học địa phương tên MC State để điều tra một vụ tương tự về đường dây cung cấp một loại ma túy tổng hợp mới mang tên "WHYPHY" (viết tắt cho "Work Hard? Yes! Play Hard? Yes!"). Schmidt và Jenko vẫn đóng vai anh em ruột trà trộn vào ký túc xá của sinh viên. Trong quá trình điều tra, Schmidt phải lòng một cô gái tên Maya còn Jenko thì tìm thấy cho mình vị trí con át chủ bài trong đội bóng bầu dục cùng những người "bạn" mới trong hội Zeta. Trớ trêu thay, Maya chính là con gái Đại úy Dickson, còn người "bạn chí cốt" mới của Jenko, Zook, lại bị tình nghi là một trong các đầu mối trong đường dây...

## Diễn viên
- Jonah Hill vai Morton Schmidt[4]
- Channing Tatum vai Greg Jenko
- Peter Stormare[5][6] vai Bóng Ma
- Ice Cube vai Đại úy Dickson
- Amber Stevens[7] vai Maya Dickson
- Wyatt Russell vai Zook
- Jillian Bell[8] vai Mercedes
- Jimmy Tatro vai Rooster
- Nick Offerman vai Đốc phó Hardy
- Dave Franco vai Eric Molson
- Rob Riggle vai Thầy Walters
- Marc Evan Jackson vai Bác sĩ Murphy[9]
- Kenny Lucas vai Kenny Yang
- Keith Lucas vai Keith Yang
- Queen Latifah vai Bà Dickson
- Dustin Nguyễn vai Jesus của người Việt
- Richard Grieco vai Dennis Booker
- H. Jon Benjamin vai Huấn luyện viên Bóng Bầu dục của MCS
- Patton Oswalt vai Giáo sư của MCS
- Anna Faris vai Anna
- Caroline Aaron vai Annie Schmidt
- Joe Chrest vai David Schmidt
- Craig Roberts	vai Spencer
- Eddie J. Fernandez vai Mặt Sẹo
- Rye Rye vai Jr. Jr.
- Johnny Pemberton vai Delroy
- Stanley Wong vai Roman
- Dax Flame vai Zack
- Diplo vai DJ Hội Xuân